# James Mackay (1er comte d'Inchcape)
Pour les articles homonymes, voir James Mackay et MacKay.
James Lyle Mackay (11 septembre 1852 - 23 mai 1932), 1er comte d'Inchcape (en), est un homme d'affaires, administrateur et homme politique britannique.

## Biographie
James Mackay est né et a grandi à Arbroath.
En 1902, en tant que diplomate britannique, il négocie avec le haut fonctionnaire chinois Sheng Xuanhuai et ils signent le traité sino-britannique, connu sous le nom de "Traité de Mackay (en)", qui anticipe l'abolition de l'extraterritorialité en Chine.
Il est successivement créé baron Inchcape en 1911, vicomte Inchcape en 1924 et comte d'Inchcape (en) en 1929.
Il a présidé la compagnie de transport maritime P&O et la Compagnie britannique des Indes orientales.

## Sources
- (en) Cet article est partiellement ou en totalité issu de l’article de Wikipédia en anglais intitulé « James Mackay, 1st Earl of Inchcape » (voir la liste des auteurs).